# Jules Janssen
Pierre Jules César Janssen (født 22. februar 1824 i Paris, død 23. december 1907 i Meudon) var en fransk astrofysiker med speciale i spektroskopi, der sammen med Joseph Norman Lockyer tilskrives opdagelsen af gassen helium. Han fandt desuden en ny måde, hvorpå man kan observere solens korona også når der ikke er solformørkelser.
Janssen studerede fra 1857 jordens magnetisme og fremlagde i 1860 resultaterne for Académie des sciences. I 1862 fik han stor opmærksomhed grundet en afhandling om de mørke linjer i solspektret; han påviste, at visse af disse linjer opstår ved sollysets gang gennem jordens atmosfære, og gav dem derfor navnet telluriske linjer. Han blev i 1868 af Académie des sciences sendt til Guntoor i Indien for at studere den totale solformørkelse 18. august samme år. Senere blev han valgt ind i Académie des sciences og i Bureau des longitudes, og han medvirkede til etableringen af et nyt stort astrofysisk observatorium i Meudon. Han blev senere leder af observatoriet og foretog en række betydningsfulde studier af solflader, der primært var baseret på fotografiske metoder.
Hans regnes for at være en af grundlæggerne af den moderne astrofysik. Janssens vigtigste arbejder er publiceret i Académie des sciences' tidsskrifter, i de af ham selv udgivne Annales de l'Observatoire de Meudon samt i forskellige fagtidsskrifter.